# Елий Херодиан
Елий Херодиан (на латински: Aelius Herodianus; на старогръцки: Αἴλιος Ἡρωδιανός, наричан също Herodian; * 180; † 250) е един от най-прочутите гръцки граматици по времето на император Марк Аврелий. Не трябва да се бърка с историка от това време Херодиан.
Роден е в Александрия и е син на граматика Аполоний Дискол. Отива в Рим, където пише
произведението си De prosodia catholica от 20 книги, посветено на Марк Аврелий.
Друго негово произведение е речникът Philhetaerus. Неговите събрани произведения служат като важни източници на другите учени, които много го ценят.

## Произведения
- Περὶ μονήρους λέξεως
- Ἐπιμερισμοί, лат. Partitiones
- καθ' ὅλου προσῳδία, Kαθολικὴ, προσῳδία", лат. De prosodia catholica
- Ἀττικὴ προσῳδία
- Περὶ τόνων
- Περὶ σχημάτων
- Φιλέταιρος